# جائزة ويليام جيمس

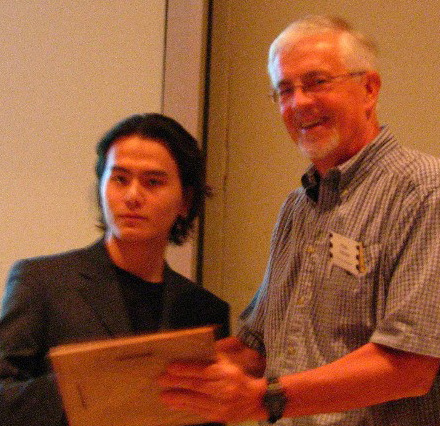
هاكوان لاو تلقي جائزة ويليام جيمس لعام 2005 من رئيس لجنة الجائزة آنذاك، ميريكل

جائزة ويليام جيمس للمساهمات في دراسة الوعي هي جائزة تمنحُها جمعية الدراسة العلمية للوعي [الإنجليزية] (ASSC).
تُمنح جائزة واحدة كل سنة لمساهمة منشورة بارزة في الدراسة التجريبية أو فلسفية الوعي من قبل طالب دراسات عليا أو باحث ما بعد الدكتوراه في غضون خمس سنوات من تلقي درجة الدكتوراه أوغيرها من الدراجات المتقدمة.
تتألف الجائزة من:
- جائزة قدرها 1000 دولار (دولار أمريكي).
- دعوة لتقديم كلمة عامة في الاجتماع القادم للجنة ASSC.
- عضوية مدى الحياة في لجنة ASSC.

## روابط خارجية
- الصفحة الرئيسية لجائزة ويليام جيمس